# Belle toujours
Belle toujours és una pel·lícula portuguesa dirigida per Manoel de Oliveira, estrenada l'any 2006. Ha estat doblada al català.

## Argument
El film és inspirat de Belle de jour de Luis Buñuel del qual és una continuació, una variació i un homenatge. 38 anys després de Belle de jour de Luis Buñuel, dos personatges de la pel·lícula tornen a creuar-se amb el misteri d'un secret que només coneix el personatge masculí i la revelació del qual és imprescindible per al personatge femení. Encara que ella l'evita, ell segueix els seus passos fins que finalment aconsegueix que li pari esment en confessar-li la seva intenció de revelar-li el secret. Fixen una cita, un sopar durant la qual ella, ara vídua, espera l'esperada revelació: què és el que ell li va dir al seu marit quan aquest estava mut i paralític per un tret efectuat per un amant d'ella. La situació és tibant i ella acaba sense saber què és el que realment va passar. Es tracta de la venjança d'ell perquè la dona mai li va permetre posseir-la.

## Repartiment
- Michel Piccoli: Henri Husson
- Bulle Ogier: Séverine Serizy
- Ricardo Trêpa: Barman
- Leonor Baldaque: Jove prostituta
- Júlia Buisel: Prostituta d'edat
- Lawrence Foster: Ell mateix

## Rebuda
Premis
- 2007: Premis del Cinema Europeu: Nominada a Millor actor (Michel Piccoli)

Crítica
- Hi ha molts oliveires i aquí es mostra una de les cares més gratificants del poliedre: l'Oliveira buñuelià (...) No és tant una seqüela de 'Belle de jour' (1967) com l'exploració lúdica i crepuscular del que va poder succeir (o no) en una el·lipsi del clàssic."[3]